# 스페인 페세타
페세타(스페인어: peseta)는 1869년부터 2002년까지 통용된 스페인의 통화로, 1 페세타는 100 센티모스(céntimos)에 해당된다. 1 페세타는 한때 비공식적으로 4 레알레스(reales)에 해당되기도 했지만 1970년대에 폐지되었다. 안도라에서는 프랑스 프랑과 함께 사실상의 통화로 간주되었다.
스페인 페세타는 2002년 2월 28일까지 유로와 함께 통용되었으며, 1, 5, 10, 25, 50, 100, 200, 500 페세타짜리 동전과 1000, 2000, 5000, 10000 페세타짜리 지폐가 통용되었다. 유로와의 교환 비율은 1 유로 = 166.386 페세타이다.

## 같이 보기
- 스페인의 경제
- 유로
- 유럽 연합
- 라틴 통화 동맹
- 라틴 연합
- 스페인의 유로 주화